# Oxalis bifrons
Oxalis bifrons är en harsyreväxtart. Oxalis bifrons ingår i släktet oxalisar, och familjen harsyreväxter.

## Underarter
Arten delas in i följande underarter:
- O. b. bifrons
- O. b. littoralis